# De Hoop (Wachtum)
De Hoop is een korenmolen in het Drentse Wachtum, in de gemeente Coevorden.
De molen is in 1894 op deze plaats neergezet, in opdracht van G.J. Nijland en gebouwd door molenmaker Ritsma uit Haulerwijk, daarvoor was het een poldermolen, die in 1813 voor het bemalen van de polder “Hoop op Beter” bij Veendam was gebouwd. De oudste delen zijn vermoedelijk van rond 1740
De molen kwam in 1913 in het bezit van mulder (molenaar) Mans Snijders en was tot 1950 bij hem en zijn zoon als korenmolen in gebruik. In 1937 is er een restauratie uitgevoerd waarbij de van Busselneuzen zijn geplaatst, daarna heeft er in de jaren 1966 -1968 weer een volledige restauratie plaatsgevonden door molenmaker Huberts uit Coevorden..
Tot 1972 was de molen nog regelmatig in gebruik door molenaar Snijders.
Toen deze in 1997 overleed was de staat van de molen niet goed meer. Restauratie was erg duur en daarom is de molen in 1998 in stichting Molen de Hoop ondergebracht. De firma Molema uit Heiligerlee heeft de molen gerestaureerd, waarbij de hele kap is vernieuwd, nieuwe roeden werden gestoken (hierbij is de vlucht vergroot naar 21,20 m), een nieuwe stelling werd gemaakt en opnieuw met riet is gedekt.
Op 26 augustus 2000, Drentse molendag, is de molen weer in gebruik genomen door de gedeputeerde van Cultuur van de provincie Drenthe, Mevr. M. Brink - Massier en de wethouder van de Gemeente Coevorden de heer E. Thiele.
Het onderhouden van een molen kost veel tijd en ook veel geld. Daar de benodigde gelden hiervoor niet meer bij elkaar waren te krijgen heeft de stichting besloten de molen te verkopen aan de gemeente Coevorden.
Tijdens de jaarlijkse Snert- en Roggebrood wandeltocht op 7 november 2010 is de molen overgedragen aan wethouder Geert Roeles van de gemeente Coevorden.
Na de overdracht van de molen is de stichting ongevormd tot “Stichting activiteiten rondom Molen De Hoop”
De stichting stelt zich ten doel:
- Vergroten naamsbekendheid van Molen De Hoop te Wachtum
- Organiseren van activiteiten om naamsbekendheid te vergroten
- Ontvangen van groepen die molen willen bezichtigen
- Inzet van de molen en haar directe omgeving voor uiteenlopende activiteiten die er in bijdragen dat de naamsbekendheid wordt vergroot

## Constructie
De molen is een achtkantige stelling molen die koren kan malen voor verwerking tot veevoer. Er ligt één koppel 16-der kunststenen in. De molen heeft een achtkantige stenen onderbouw waarop een houten bovenachtkant staat. De romp is met riet gedekt. Tot de bovenkant van de kap is de molen 18 meter hoog, het topje van de wiek komt 26 meter boven het maaiveld uit. De kap heeft een voeghouten kruiwerk. Het deel van de molen dat op de wind gezet kan worden, de kap met de wieken, weegt zo´n 14000 kg. De totale lengte van het uiteinde van de ene wiek naar de tegenoverliggende wiek, het gevlucht, bedraagt 21,20 meter. De bovenas is van gietijzer en in 1863 door de firma Wed. A. Sterkman uit ´s Gravenhage gemaakt, het nummer is 219.